# Eugènia Broggi
Eugènia Broggi Samaranch (Barcelona, 1974) es una editora española. Fundadora y directora de L'Altra Editorial, ha sido vocal de la junta directiva de la Asociación de Editores en Lengua Catalana.

## Biografía
Formada en Filología Románica, fue lectora y editora de la Editorial Anagrama entre los años 2002 y 2004 y, entre 2004 y 2013, editora del Grup 62 en sellos como El Aleph Editores, Editorial Ampúries o Labutxaca. Desde 2014, es fundadora y directora de L'Altra Editorial.